# لاري جاكسون (سياسي)
لاري جاكسون (بالإنجليزية: Larry Jackson)‏ هو لاعب كرة قاعدة وسياسي أمريكي، ولد في 2 يونيو 1931 بنامبا في الولايات المتحدة، وتوفي في 28 أغسطس 1990 ببويسي في الولايات المتحدة. انتخب عضو مجلس نواب ايداهو.

## روابط خارجية
- لاري جاكسون على موقع دوري كرة القاعدة الرئيسي (الإنجليزية)
- لاري جاكسون على موقعبيزبول رفرنس.كوم (الدوري الرئيسي) (الإنجليزية)
- لاري جاكسون على موقعبيزبول رفرنس.كوم (الدوري الثانوي) (الإنجليزية)
- لاري جاكسون على موقع إي إس بي إن.كوم (أم.أل.بي) (الإنجليزية)
- لاري جاكسون على موقع مشجعي الرسوم البيانية (الإنجليزية)